# Akitoshi Igarashi
Akitoshi Igarashi (Tokio, 2 juni 1932) is een Japanse jazzsaxofonist.

## Biografie
Igarashi begon pas op zijn negentiende saxofoon te spelen, maar binnen een jaar speelde hij al in een band van Shungo Sawada. In 1954 speelde hij bij Shotaro Moriyasu, daarna was hij actief in verschillende grote groepen, waaronder de West Liners, Nobuo Hara's Sharps and Flats, The Blue Coats en het orkest van Shigenori Obara.

## Referentie
- Kazunori Sugiyama, "Akitoshi Igarashi". The New Grove Dictionary of Jazz. 2de editie.

- MusicBrainz: cfaab554-014e-428b-84d2-052f6e335975
- Virtual International Authority File: 260294806